# Santa Ana, Santa María Tlahuitoltepec
Santa Ana är en ort i Mexiko.   Den ligger i kommunen Santa María Tlahuitoltepec och delstaten Oaxaca, i den sydöstra delen av landet, 400 km sydost om huvudstaden Mexico City. Santa Ana ligger 2 063 meter över havet och antalet invånare är 569.
Terrängen runt Santa Ana är kuperad åt sydväst, men åt nordost är den bergig. Terrängen runt Santa Ana sluttar västerut. Runt Santa Ana är det ganska tätbefolkat, med 62 invånare per kvadratkilometer. Närmaste större samhälle är Tamazulápam del Espíritu Santo, 4,6 km söder om Santa Ana. I omgivningarna runt Santa Ana växer i huvudsak blandskog.